# Duhovnik
Duhovnik je u Katoličkoj Crkvi naziv za osobu, uglavnom svećenika, koju pojedini vjernici ili skupine vjernika imaju kao svojega duhovnog pratitelja.
Pojedini vjernici slobodni su u izboru svoga duhovnika kod kojega se mogu (ispovjednik), ali i ne moraju ispovijedati. Skupine vjernika, poput pojedinih laičkih udruga obično mole biskupa ili nekog drugog crkvenog poglavara da im dodijeli duhovnika. Brojni su svetci imali svoje osobne duhovnike (Margareta Marija Alacoque, Faustina Kowalska i ini).
Crkvene ustanove namijenjene odgoju budućih svećenika i redovnika dužne su imati svojega duhovnika.
Zadatak je duhovnika osobama koje su mu povjerene trajno pružati duhovan pogled na njihovu osobnu situaciju i savjetovati ih za daljnji duhovni život.
U pravoslavlju duhovnik je »svešteno lice« mirskog (svjetovnog) ili monaškog (kaluđerskog) reda, koje može obavljati određene vjerske službe i obrede.